# Marcel Buelens
Marcel Buelens (Leuven, 6 maart 1954) is sinds 2014 CEO van de luchthavens van Antwerpen en Oostende.
Buelens studeerde economie aan de VUB en ging daarop - bijna zijn ganse carrière - werken in de luchtvaartsector. Reeds als student was hij aan de slag bij Belgavia en achtereenvolgens werkte hij bij Flying Tigers (1981-1989), Federal Express (1989-1990), Air Hong Kong (1991-2001), als verkoopsdirecteur bij DHL (2001-2005) en als algemeen directeur in de logistiek bij Dachser (2005-2006), gedelegeerd bestuurder van Brussels South Charleroi Airport (2006-2009) en bij Swissport (2011-2013).

## Charleroi
Onder zijn bewind groeide het passagiersaantal in Charleroi uit tot 3 miljoen personen, waarvan 80% wordt vervoerd door Ryanair. De bestemmingen zelf stegen van 17 naar 59.
Hij werd ontslagen omwille van de meningsverschillen met zijn raad van bestuur, over het aandeelhouderschap van de luchthaven. Dit bestuur zou namelijk willen dat een stuk van de aandelen in handen komen van het consortium Save en Gemeentelijke Holding.
Eind 2008 werd Marcel Buelens in de luchtvaartsector nog verkozen tot "Man of the Year".
Marcel Buelens wordt samen met Edmée De Groeve en BrainWin beschuldigd van fraude met aanbestedingen tijdens zijn activiteiten als CEO van BSCA.
De zaak komt op 18 mei 2017 voor in de 12de kamer van de correctionele rechtbank te Charleroi.
Hij werd over de hele lijn onschuldig verklaard.

## Antwerpen en Oostende
In juli 2013 werd bekendgemaakt dat de Vlaamse regionale luchthavens van Antwerpen en Oostende geprivatiseerd zouden worden. De uitbating van beide luchthavens kwam in handen van de Franse groep Egis. Sinds april 2014 is Marcel Buelens CEO van beide luchthavens. In oktober 2014 kondigde Buelens, COO van Egis België, dat Jetairfly vanuit Antwerpen op zes nieuwe bestemmingen zou vliegen tegen 2015. In december 2014 startte op de luchthaven van Antwerpen het project Take Air, een club voor zakenreizigers met vaste verbindingen tussen enkele Europese luchthavens.
Vanuit die functie werkte hij zich in de kijker door op 9 september 2019 het station Brussel-Zuid te vergelijken met Kosovo in een radio-interview n.a.v. een nieuwe maatschappij die een vlucht Antwerpen-Londen inlegt.